# Gare de Frasne
Gare de Frasne – stacja kolejowa w Frasne, w departamencie Doubs, w regionie Burgundia-Franche-Comté, we Francji.
Jest stacją Société nationale des chemins de fer français (SNCF), obsługiwaną przez pociągi TGV Lyria i TER Franche-Comté.